# L'Homme à démasquer
Pour plus de détails, voir Fiche technique et Distribution.
L'Homme à démasquer (Chase a Crooked Shadow) est un film britannique réalisé par Michael Anderson, sorti en 1958.

## Fiche technique[1]
- Titre original : Chase a Crooked Shadow
- Titre français : L'Homme à démasquer
- Réalisation : Michael Anderson
- Scénario : David D. Osborn et Charles Sinclair
- Direction artistique : Paul Sheriff
- Photographie : Erwin Hillier
- Montage : Gordon Pilkington
- Musique : Mátyás Seiber
- Pays de production : Royaume-Uni
- Format : Noir et blanc
- Genre : thriller
- Durée : 88 minutes
- Date de sortie : 1958

## Distribution
- Richard Todd : Ward Prescott
- Anne Baxter : Kimberley Prescott
- Herbert Lom : Vargas
- Alexander Knox : Chandler Bridson
- Faith Brook : Mrs. Whitman
- Alan Tilvern : Carlos
- Thelma D'Aguiar : Maria
- Douglas Fairbanks Jr. : Lui-même